# Velká Buková (Ralská pahorkatina)
Velká Buková (474 m n. m.) je neovulkanický vrch v okrese Česká Lípa, ležící asi 5 km vsv. od Břehyně, zhruba na půl cesty mezi Kuřívodami (sídelní část města Ralsko) a vesnicí Hradčany, na katastrálním území Kuřívody.

## Název
Vrch nesl v minulosti více názvů. Za první republiky a v 40. letech 20. století se kopec nazýval Buk. V 50. letech 20. století pak byl na vojenských topografických mapách uveden pod názvem Bukový.

## Popis vrchu

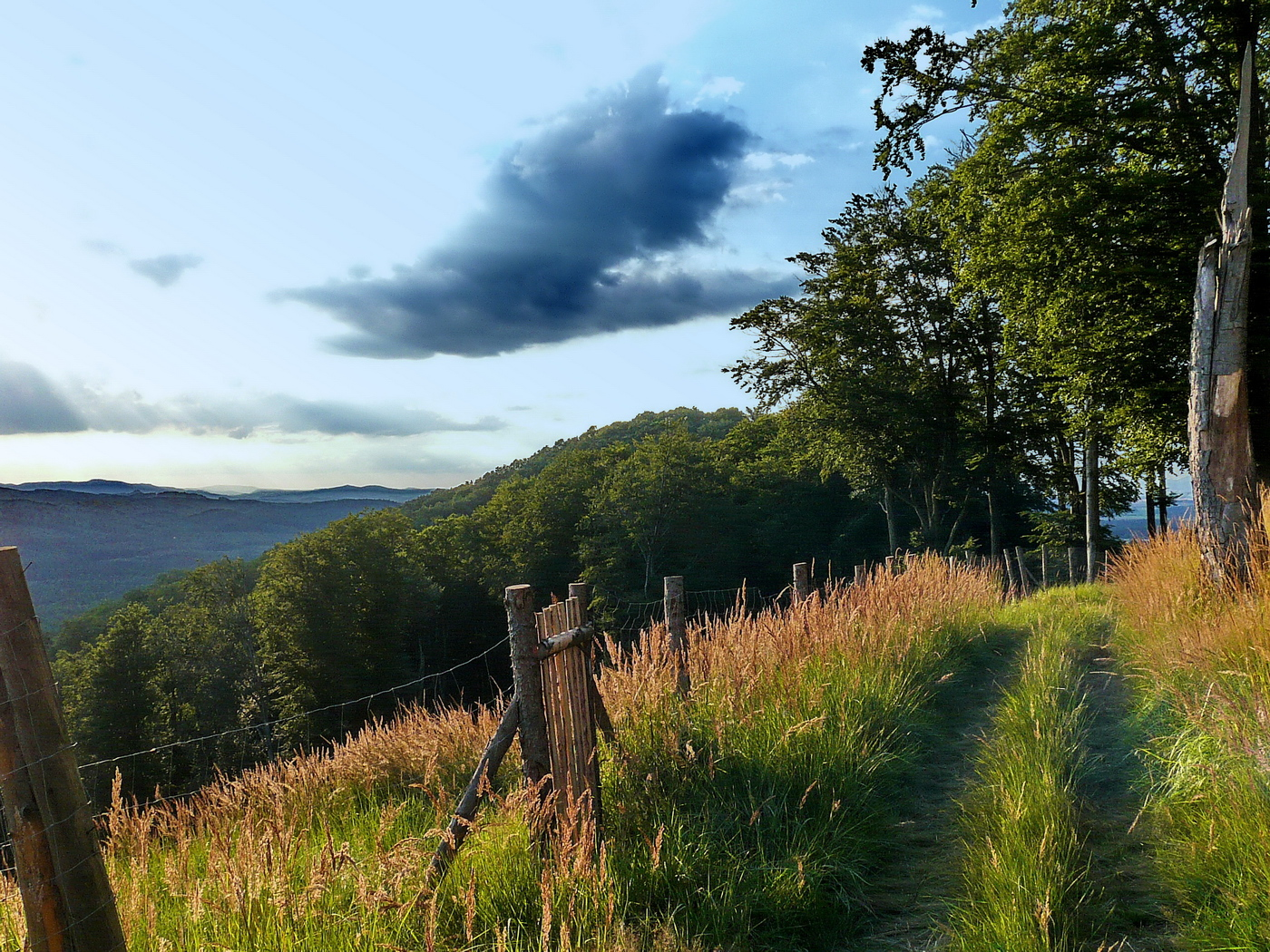
Stezka po Velké Bukové k Malé Bukové

Vrch tvoří těsné souvrší se západněji ležícím vrchem Malá Buková (432 m). Souvrší leží v bývalém vojenském prostoru Ralsko. V blízkosti se nachází bývalé vojenské letiště Hradčany, z přírodních lokalit je to PR Hradčanské rybníky, rašeliniště Pustý rybník, NPR Břehyně – Pecopala.
Jde o významný krajinný prvek, který je součástí chráněné lokality Ptačí oblast Českolipsko – Dokeské pískovce a mokřady. Lokalitu lze charakterizovat jako pralesovitý zbytek vrcholové bučiny na dvou vyvřelých kopcích s přechodem do doubrav na jihozápadním svahu Malé Bukové. Na vrcholových skalkách se nacházejí izolované zbytky vegetace z období postglaciálních vápnitých půd. Vyskytují se zde běžné i ohrožené druhy flóry a fauny. Z chráněných druhů živočichů je doložen výskyt kriticky ohrožené tesaříka alpského, zaznamenán byl výskyt dudka chocholatého, v roce 1966 zde zahnízdil čáp černý.
Na obou vrcholech souvrší stávaly sovětskou armádou používané stožáry navigační signalizace pro hradčanské letiště, ale byly již odstraněny. Z cesty po jižním svahu a ze sedla souvrší jsou krásné výhledy na jih, západ a sever. Souvrší se nalézá zhruba na půl vzdálenosti mezi vrchy Bezděz a Ralsko, a i proto je to nepřehlédnutelná krajinná dominanta.

## Geomorfologické zařazení
Vrch náleží do celku Ralská pahorkatina, podcelku Dokeská pahorkatina, okrsku Bezdězská vrchovina, podokrsku Velkobukovská pahorkatina, jejímž je Velká Buková nejvyšším vrcholem.

## Přístup
Přes souvrší vede žlutá turistická značka, která se napojuje na modrou turistickou značku vedoucí z Hradčan. Pod jihozápadním svahem obchází Malou Bukovou, pak vystoupá do sedla mezi Malou a Velkou Bukovou, kterou obchází jihozápadním svahem. Přístup na vrch je možný pěšky po lesní cestě vycházející z červené značky vedoucí východním svahem a napojující se na žlutou značku. Automobil je nutno zanechat u nejbližších silnic II/268 či II/270.

## Galerie

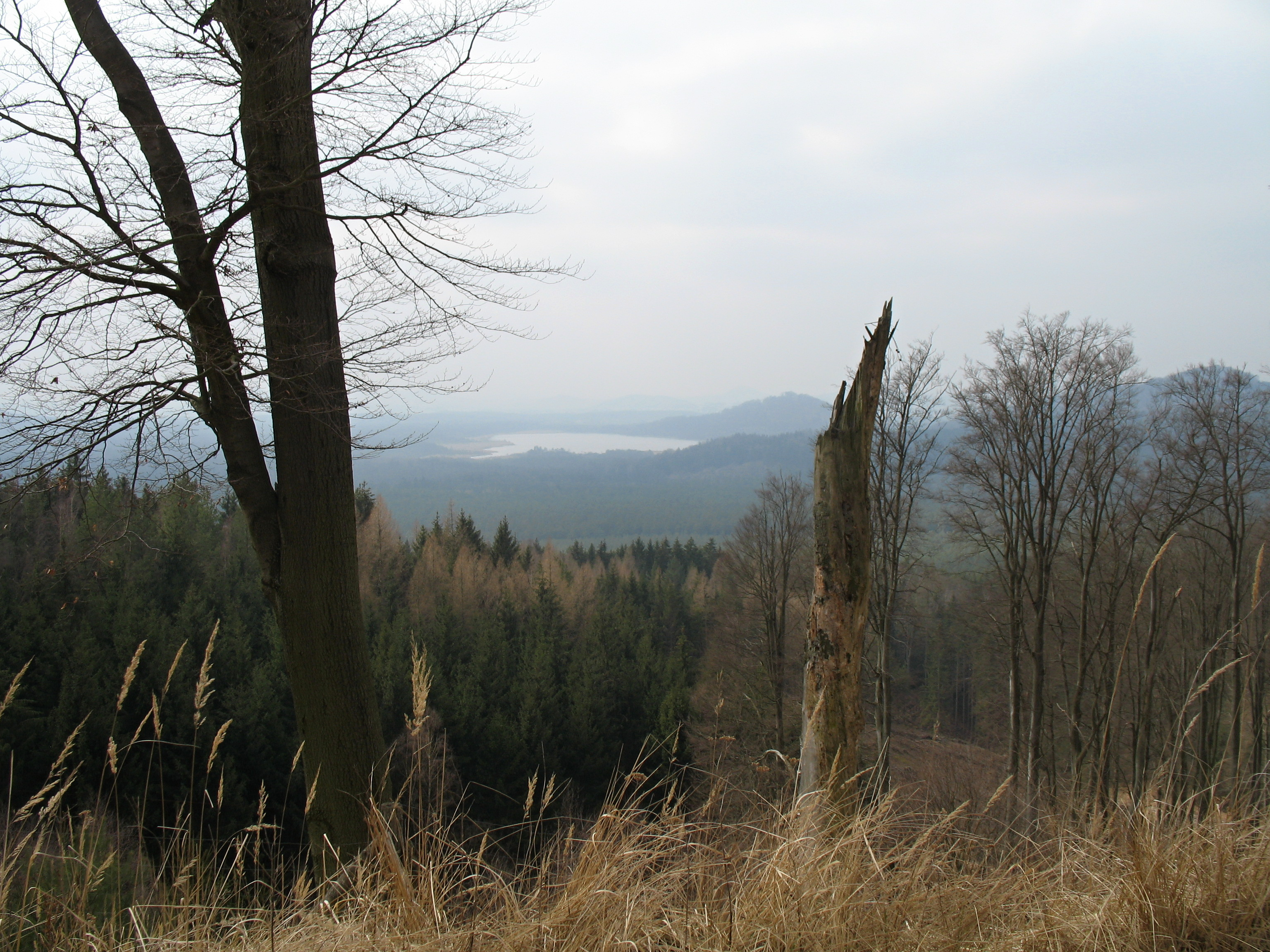
Výhled na Břehyňský rybník
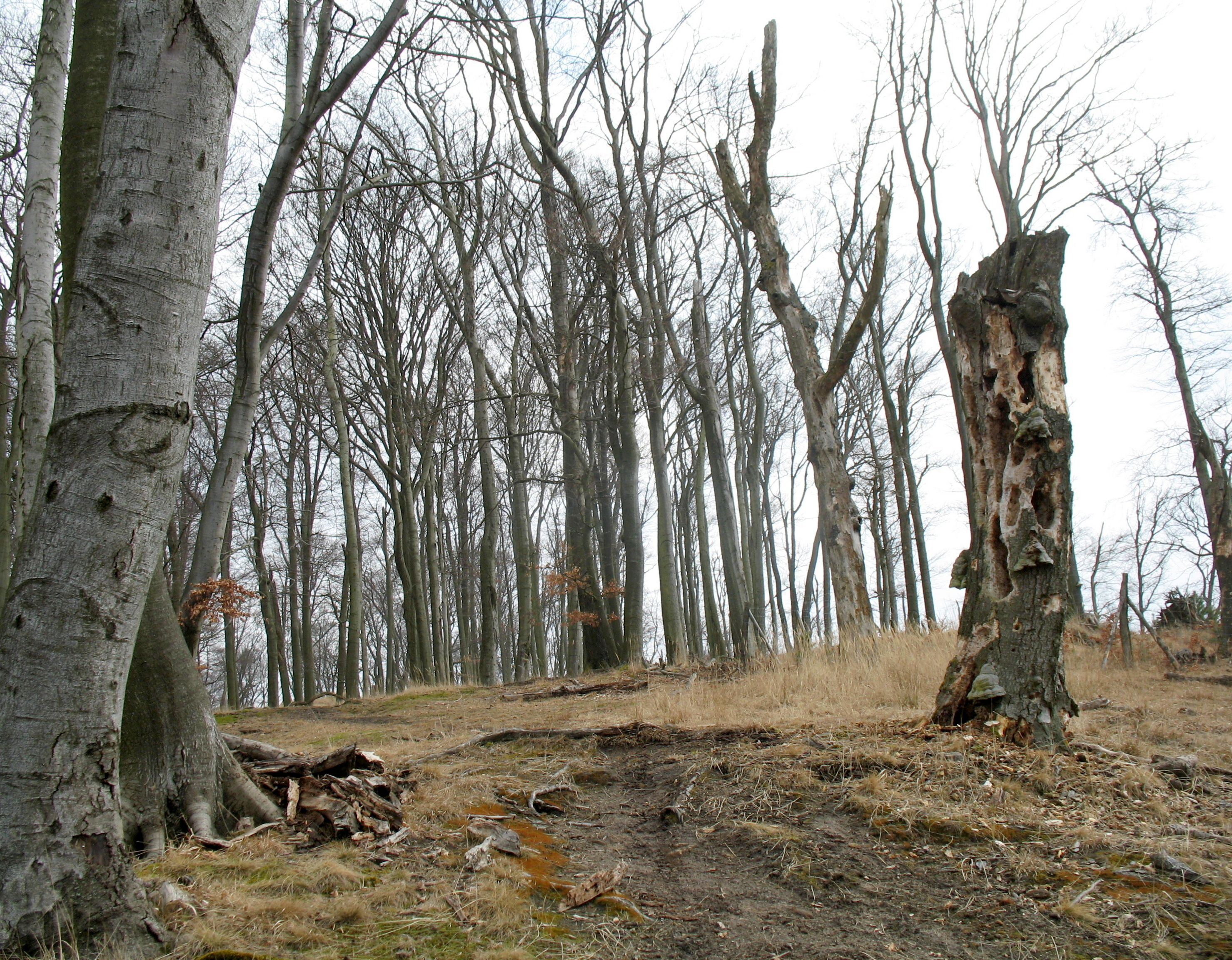
Na vrcholu Velké Bukové
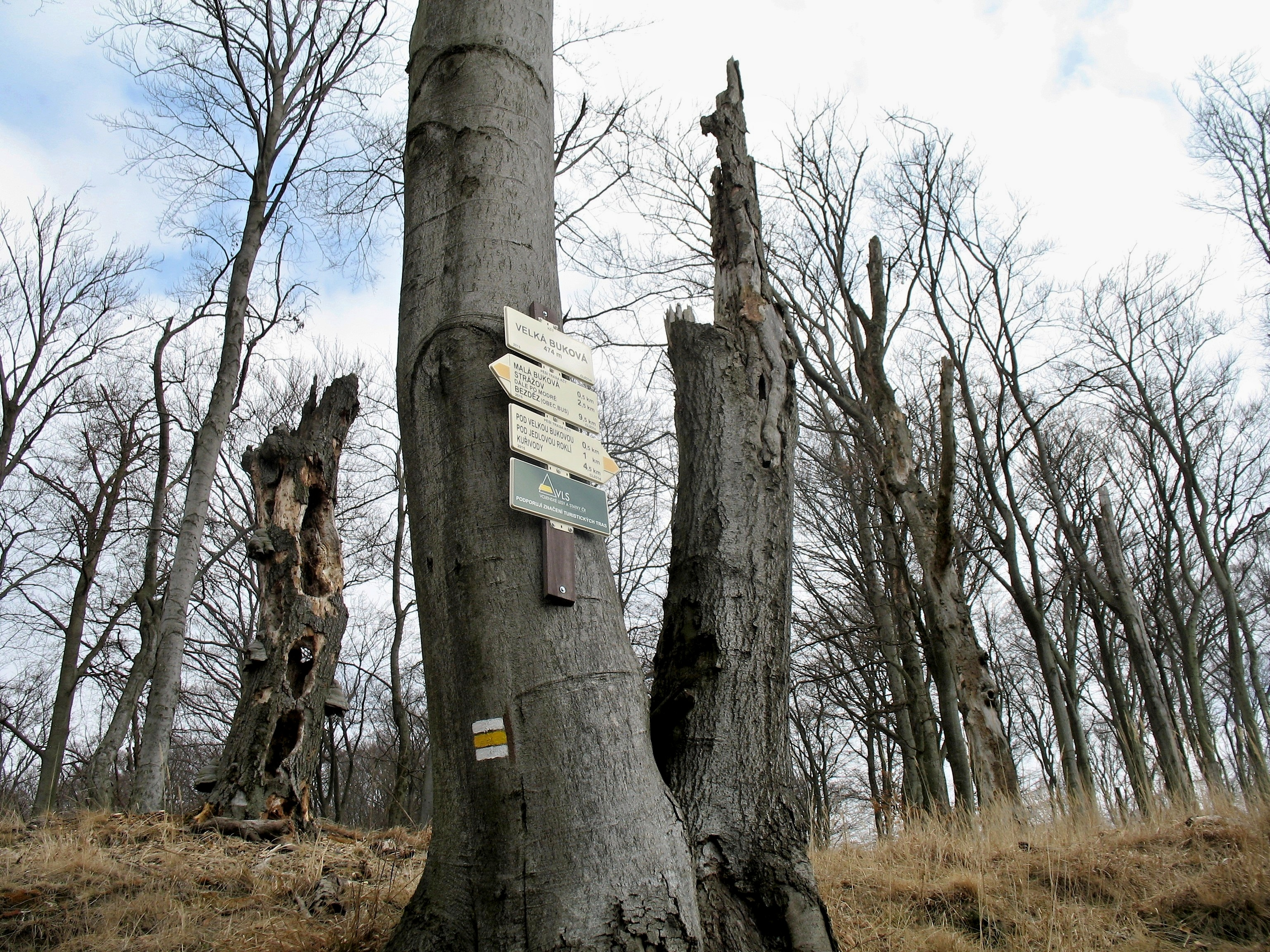
Turistický rozcestník s odbočkou na Malou Bukovou
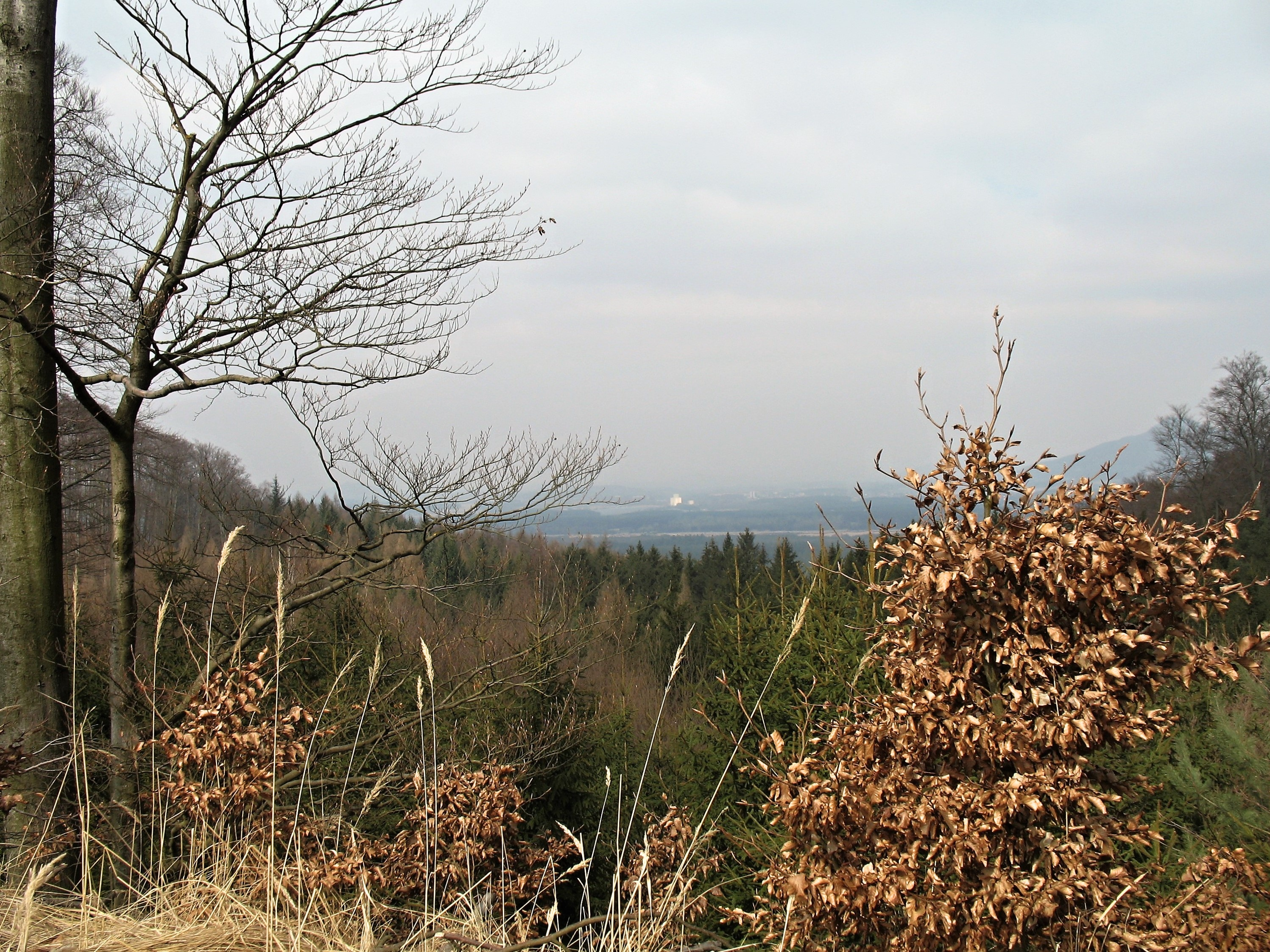
Pohled směrem k Mimoni
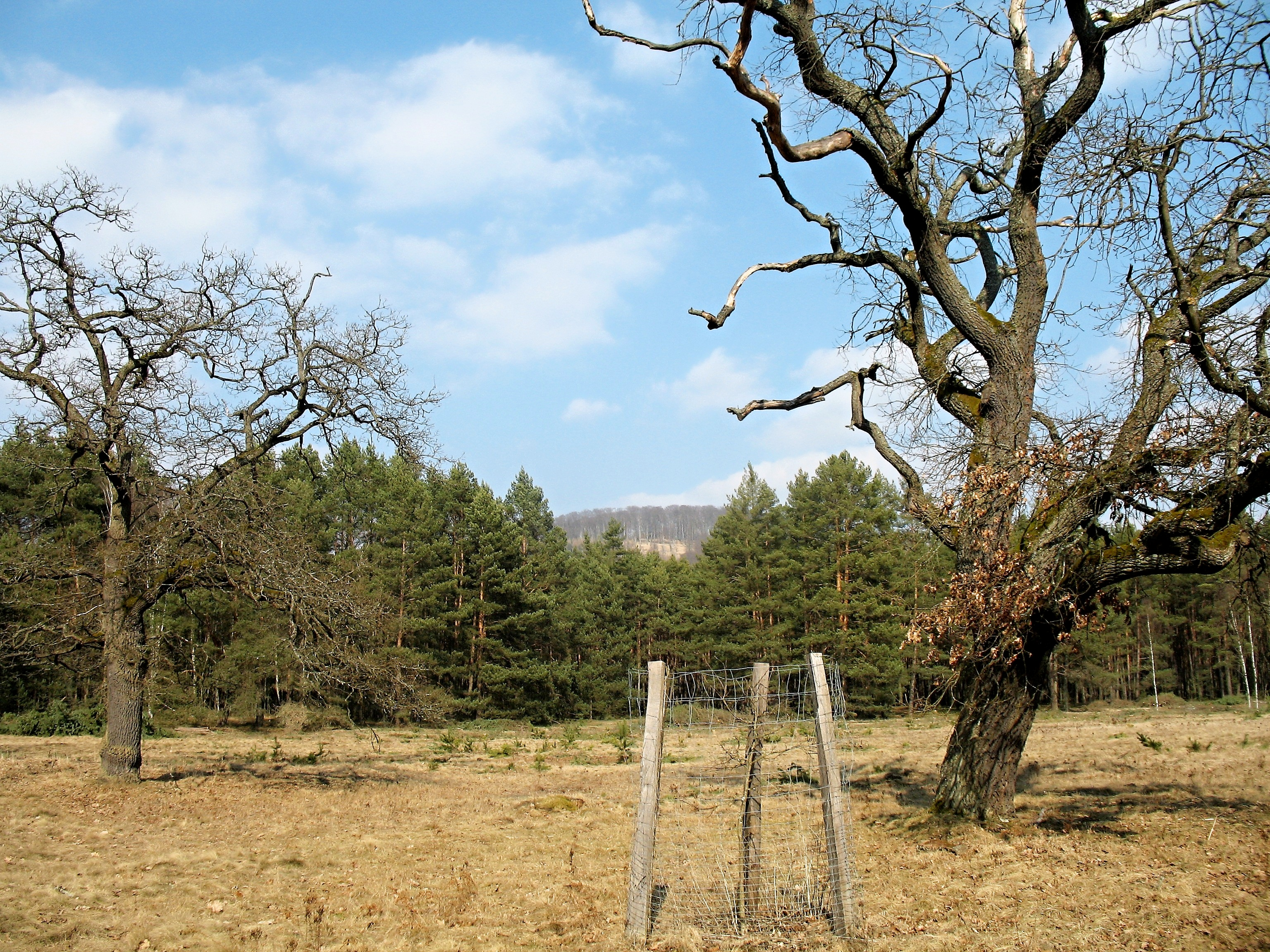
Pohled na Velkou Bukovou od zaniklé obce Strážov
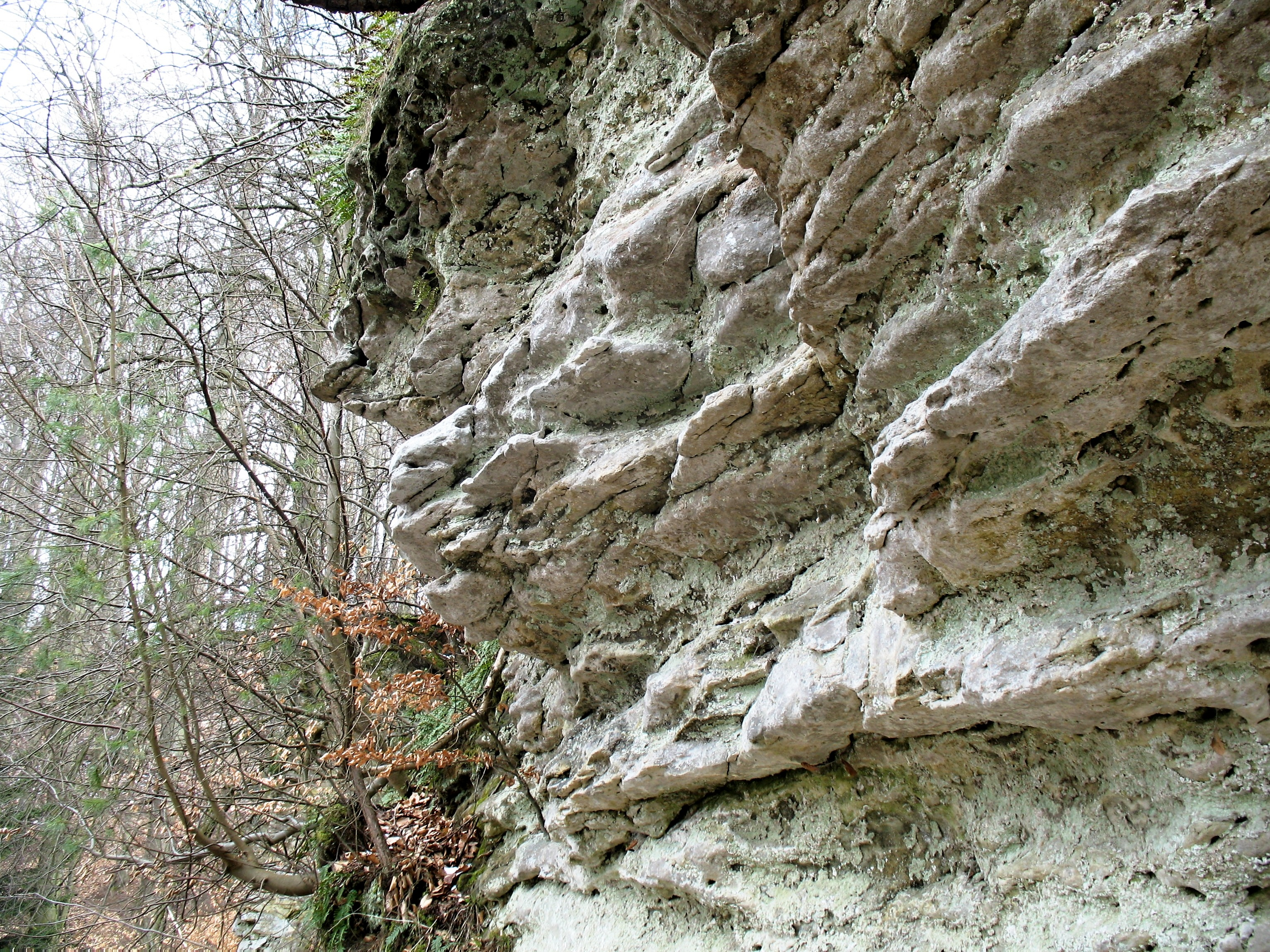
Vápnité pískovce pod vrcholem